# Bradysia drakenbergensis
Bradysia drakenbergensis är en tvåvingeart som beskrevs av Hovemeyer 1989. Bradysia drakenbergensis ingår i släktet Bradysia och familjen sorgmyggor. Inga underarter finns listade i Catalogue of Life.